# ایلیان استویانوف
ایلیان استویانوف (بلغاری: Илиaн Стоянов؛ زادهٔ ۲۰ ژانویهٔ ۱۹۷۷) فوتبالیست سابق اهل بلغارستان است.
از باشگاه‌هایی که در آن بازی کرده‌است می‌توان به باشگاه فوتبال جف یونایتد ایچیهارا چیبا، باشگاه فوتبال زسکا صوفیه، باشگاه فوتبال سانفریس هیروشیما و باشگاه فوتبال لفسکی صوفیه اشاره کرد.
وی همچنین در تیم ملی فوتبال بلغارستان بازی کرده‌است.